# Ерлстон (Пенсільванія)
Ерлстон (англ. Earlston) — переписна місцевість (CDP) в США, в окрузі Бедфорд штату Пенсільванія. Населення — 1049 осіб (2020).

## Географія
Ерлстон розташований за координатами 40°0′15″ пн. ш. 78°22′24″ зх. д. / 40.00417° пн. ш. 78.37333° зх. д. (40.004081, -78.373206).  За даними Бюро перепису населення США в 2010 році переписна місцевість мала площу 2,80 км², з яких 2,80 км² — суходіл та 0,00 км² — водойми.

## Демографія
Згідно з переписом 2010 року, у переписній місцевості мешкали 1122 особи в 485 домогосподарствах у складі 333 родин. Густота населення становила 401 особа/км².  Було 530 помешкань (189/км²).
Расовий склад населення:
| - 99,3 % — білих - 0,4 % — чорних або афроамериканців - 0,1 % — азіатів |

До двох чи більше рас належало 0,1 %. Частка іспаномовних становила 0,3 % від усіх жителів.
За віковим діапазоном населення розподілялося таким чином: 20,5 % — особи молодші 18 років, 59,0 % — особи у віці 18—64 років, 20,5 % — особи у віці 65 років та старші. Медіана віку мешканця становила 44,1 року. На 100 осіб жіночої статі у переписній місцевості припадало 94,1 чоловіків;  на 100 жінок у віці від 18 років та старших — 91,8 чоловіків також старших 18 років.
Середній дохід на одне домашнє господарство  становив 48 530 доларів США (медіана — 50 192), а середній дохід на одну сім'ю — 54 943 долари (медіана — 53 942). За межею бідності перебувало 15,7 % осіб, у тому числі 13,4 % дітей у віці до 18 років та 14,2 % осіб у віці 65 років та старших.
Цивільне працевлаштоване населення становило 510 осіб. Основні галузі зайнятості: виробництво — 21,8 %, роздрібна торгівля — 21,6 %, будівництво — 11,4 %, освіта, охорона здоров'я та соціальна допомога — 11,0 %.